# Carl-Gustaf Sundberg
Carl-Gustaf Sundberg, född 13 januari 1892 i Ovanåkers socken, död 11 oktober 1963 i Hedvig Eleonora församling i Stockholm, var en svensk läkare.
Carl-Gustaf Sundberg var son till kronobokhållaren Carl Fredrik Sundberg. Efter studentexamen i Gävle 1910 studerade han vid Uppsala universitet och blev medicine kandidat 1915, medicine licentiat 1920 och medicine doktor 1925. Efter utbildningsförordnanden var han 1925–1931 docent i fysiologi vid Uppsala universitet samt under en del av 1926 tillförordnad professor i detta ämne. Från 1927 var han röntgenolog, först i Uppsala, Göteborg, Västerås och Umeå till 1931. Han blev därefter lasarettsläkare vid Vänersborgs lasaretts röntgenavdelning, och från 1934 var han lasarettsläkare vid Södertälje lasaretts röntgenavdelning. Sundberg hade förordnanden som byråchef i Medicinalstyrelsen 1945 och 1946. Han gjorde vidsträckta studieresor inom Europa och besökte 1928 som stipendiat USA. Han utgav ett fyrtiotal skrifter inom fysiologi och röntgenologi, bland annat märks arbeten om binjurarnas betydelse för blodsockerregulationen och hjärtats röntgenologi. Sundberg är begravd på Uppsala gamla kyrkogård.